# Rio Iratim
O rio Iratim é um rio brasileiro que banha o estado do Paraná. 